# Élections consulaires françaises de 2014
Des élections consulaires françaises ont eu lieu en mai 2014 afin que les Français établis hors de France élisent, pour la première fois, leurs délégués et conseillers consulaires.
Elles sont organisées du 14 au 20 mai par Internet puis les 24 et 25 mai en physique. 68 délégués et 443 conseillers sont élus.
Ces élections sont le résultat de la loi du 22 juillet 2013 relative à la représentation des Français établis hors de France qui a réformé la représentation des Français vivant à l’étranger. Elles prennent la suite de l'élection d'une partie des conseillers élus depuis 1982 au suffrage universel direct au Conseil supérieur des Français de l'étranger, puis à l'Assemblée des Français de l'étranger, instances comportant également des membres nommés en tant que « personnalités qualifiées » et des membres de droit.

## Conseillers et délégués consulaires
Les conseillers consulaires siègent au sein de conseils consulaires auprès de chaque ambassade et poste consulaire. Les élus peuvent émettre des avis sur les questions concernant les Français de l'étranger.
Les délégués consulaires sont élus en même temps que les conseillers pour corriger les écarts de population entre les circonscriptions. Avec les conseillers consulaires, les sénateurs et les députés représentant les Français établis hors de France, ils font partie du collège électoral chargé d'élire les sénateurs représentant les Français établis hors de France.
Les conseillers consulaires élisent en outre 90 d'entre eux pour siéger au sein de l’Assemblée des Français de l'étranger.

## Mode de scrutin
Les 443 conseillers consulaires sont élus au suffrage universel direct dans chaque circonscription consulaire : il y a 1 à 9 conseillers par circonscription en fonction du nombre de Français inscrits dans la circonscription. Ils sont élus pour un mandat de six ans.